# Teorema de descomposición espectral
En matemáticas, y más especialmente en álgebra lineal y análisis funcional, el teorema de descomposición espectral, o más brevemente teorema espectral, expresa las condiciones bajo las cuales un operador o una matriz pueden ser diagonalizados (es decir, representadas como una matriz diagonal en alguna base). Se identifica así, un tipo de operadores lineales que pueden representarse como una multiplicación de operadores.
Ejemplos de los operadores a los que se aplica este teorema son los operadores autoadjuntos, o más en general, los operadores normales en espacios de Hilbert.
El Teorema Espectral, proporciona además, una descomposición canónica (llamada descomposición espectral) del espacio vectorial sobre el cual actúa el operador.

## Espacio de dimensión finita
Sea A:
- Un operador hermítico,
- Una Matriz cuadrada y
- Perteneciente a un espacio real o complejo V, de dimensión no infinita

Con el producto interno estándar, usando notación de Dirac, la simetría del operador implica:
{\displaystyle \langle Ax\mid y\rangle =\langle x\mid Ay\rangle }
para toda pareja de elementos {\displaystyle \left(x,y\right)\in V^{2}}.
Recordemos que un vector propio de un operador A es un vector x distinto de cero tal que Ax = rx. El valor r es el valor propio del vector, y debe ser un escalar.
| Existe una base ortonormal de V que consiste en los vectores propios de A. Los valores propios correspondientes a cada vector son reales. |

| Demostración |
| Asumimos que el cuerpo de escalares para el operador A son los complejos. Vamos a demostrar que los valores propios son reales. Siendo {\displaystyle \lambda } uno de los valores propios: {\displaystyle \lambda \langle x\mid x\rangle =\langle Ax\mid x\rangle =\langle x\mid Ax\rangle ={\overline {\lambda }}\langle x\mid x\rangle } {\displaystyle \lambda } es igual a su conjugado y por tanto debe ser real. Probemos ahora la existencia de la base de vectores propios por inducción sobre la dimensión de V. Para ello, es suficiente demostrar que A tiene al menos un vector propio e distinto de cero. Podemos considerar ahora el espacio K de vectores ortogonales a e. Este es un espacio de dimensión finita. Si llamamos w a los vectores de K, veamos cómo actúa el operador A sobre los w: {\displaystyle \langle Aw\mid e\rangle =\langle w\mid Ae\rangle =\lambda \langle w\mid e\rangle =0} A mapea los vectores w sobre K, es decir, al actuar A sobre un vector de K da otro vector de K. Lo que es más, A considerado un operador lineal en K, es también simétrico en K y con esto se completa la demostración. Queda, sin embargo, por demostrar que A tenga al menos un vector propio. Teniendo en cuenta que, por el Teorema fundamental del álgebra los números complejos son un cuerpo algebraicamente cerrado, la función polinómica p(x) = det(A-xI) tiene por lo menos una raíz r. Esto implica que el operador A-rI no es una matriz invertible y por tanto, mapea un vector e distinto de cero a 0. Este vector e es un vector propio de A. Esto finaliza la demostración. |

El teorema espectral es también válido para operadores simétricos en espacios de dimensión finita con producto interior real. 
La descomposición espectral de un operador A que tiene una base ortonormal de vectores propios, se obtiene agrupando todos los vectores que corresponden al mismo valor propio. Esto es
{\displaystyle V_{\lambda }=\{\,v\in V:Av=\lambda v\,\}.}
Estos espacios están definidos invariablemente, no se requiere ninguna elección de valores propios concretos.
Como una consecuencia inmediata del teorema espectral para operadores simétricos obtenemos el teorema de descomposición: V es la suma directa ortogonal de los espacios Vλ
{\displaystyle P_{\lambda }P_{\mu }=0\quad {\mbox{if}}\lambda \neq \mu }
y si λ1,..., λm son los autovalores de A,
{\displaystyle A=\lambda _{1}P_{\lambda _{1}}+\cdots +\lambda _{m}P_{\lambda _{m}}.}
Si A es un operador normal en un espacio de dimensión finita con producto interior, A también tiene una descomposición espectral y el teorema de descomposición se mantiene para A. Los autovalores serán números complejos en general.
Estos resultados se convierten directamente en resultados sobre las matrices: Para una matriz normal A, existe una matriz unitaria U tal que
{\displaystyle A=U\Sigma U^{*}\;}
donde Σ es la matriz diagonal formada por los valores propios de A. Cualquier matriz que se pueda diagonalizar de esta forma debe ser normal.
Los vectores columna de U son los vectores propios de A y son ortogonales. Si A es una matriz real simétrica, se sigue por la versión real del teorema espectral para operadores simétricos que existe una matriz ortogonal tal que, UAU* es diagonal y todos los valores propios de A son reales.

## Espacio de dimensión infinita

### Operadores autoadjuntos compactos
En un espacio de Hilbert general, la afirmación del teorema espectral para operadores compactos y autoadjunto es virtualmente idéntica a lo que se tiene en espacios de dimensión finita:
| Supóngase que {\displaystyle A} es un operador autoadjunto compacto sobre un espacio de Hilbert {\displaystyle {\mathcal {H}}}. Entonces existe una base ortonormal de {\displaystyle {\mathcal {H}}} formada por autovectores de{\displaystyle A}. Siendo todos los autovalores reales. |

Como sucede para matrices hermíticas, el punto clave es demostrar la existencia de al menos un autovector no nulo. Para probar eso, no podemos apoyarnos en determinantes, ya que en dimensión infinita, no es posible definir determinantes en general. En su lugar, debe usarse un argumento de maximización, análogo a la caracterización variacional de autovalores. La forma anterior del teorema espectral es válida para cualquier espacio de Hilbert real o complejo.
Si la asunción de compacidad se elimina, entonces no es cierto que todo operador autoadjunto admite una base de autovectores.

### Operadores autoadjuntos acotados
Este caso generaliza al anterior, e involucra un operador autoadjunto acotado definido sobre un espacio de Hilbert. Estos operadores a diferencia de los compactos pueden no tener ningún autovalor: por ejemplo sea {\displaystyle A} el operador de multiplicación por la variable x en {\displaystyle L^{2}[0,1]}, es decir,

{\displaystyle [A\varphi ](t)=t\varphi (t).\;}

El teorema espectral es en este caso:
| Sea {\displaystyle A} un operador autoadjunto acotado sobre un espacio de Hilbert {\displaystyle {\mathcal {H}}}. Entonces existe un espacio de medida {\displaystyle (X,\Sigma ,\mu )} y una función mesurable real y esencialmente acotada {\displaystyle f} definida sobre {\displaystyle X} así como un operador unitario {\displaystyle U:{\mathcal {H}}\to L_{\mu }^{2}(X)} tal que: {\displaystyle U^{*}TU=A,} donde {\displaystyle T} es el operador multiplicación: {\displaystyle [T\varphi ](x)=f(x)\varphi (x).} y {\displaystyle \\|T\\|=\\|f\\|_{\infty }} |

Este teorema fue el resultado clave que da lugar a área de investigación del análisis funcional, llamada teoría de operadores (ver también medida espectral). No existe un análogo general del teorema espectral para operadores normales acotados. La única diferencia es la conclusión de que ahora {\displaystyle f} puede tener valores complejos.
Una formulación alternativa del teorema espectral expresa que el operador {\displaystyle A}  como una integral de la función coordenada sobre el "espectro" del operador con respecto a la medida con valores en el espacio de proyectores:

{\displaystyle A=\int _{\sigma (A)}\lambda \,dE_{\lambda }.}

Si el operador normal en cuestión es compacto, esta versión del teorema espectral se reduce a algo similar al teorema espectral en dimensión finita, mencionado más arriba, excepto por el hecho de que el operador se expresará como una combinación finita o infinita numerable de proyecciones lineales, es decir, la medida consistirá sólo en "átomos" del espacio de medida.

### Caso general de operadores autoadjuntos
Muchos operadores lineales que aparecen tanto en análisis matemático, como en ecuaciones diferenciales o mecánica cuántica, son no acotados. En ciertos casos existe un teorema espectral para operadores autoadjuntos que se aplica en esos casos. Par dar un ejemplo, todo operadore diferencial de coeficientes constantes es unitariamente equivalente a un operador multiplicación. De hecho, el operador unitario que implemente esta equivalencia es la transformada de Fourier, el operador multiplicación es un tipo de multiplicador de Fourier.
En general, el teorema espectral para operadores autoadjuntos puede tomar muchas formas equivalenes.
| Para cada operador autoadjunto {\displaystyle T} definido sobre un espacio de Hilbert {\displaystyle {\mathcal {H}}}, existe un operador unitario, aplica de manera isomórfica e isométrica el espacio {\displaystyle {\mathcal {H}}} en el espacio {\displaystyle L_{\mu }^{2}(M)}, donde el operador {\displaystyle T} se representa como operador multiplicación |

El espacio de Hilbert {\displaystyle {\mathcal {H}}} donde el operador autoadjunto {\displaystyle T} actúa puede descomponerse en suma directa de espacios de Hilbert {\displaystyle {\mathcal {H}}_{i}} de manera que el operador {\displaystyle T}, restringido a cada espacio {\displaystyle {\mathcal {H}}_{i}} tiene un espectro simple. Es posible construir una descomposición única de este tipo, salvo por equivalencia unitaria, que se denomina representración espectral ordenada.